# Trelleborgs landskommun
Trelleborgs landskommun var en tidigare kommun i dåvarande Malmöhus län.

## Administrativ historik
Landskommunen inrättades i Trelleborgs socken i Skytts härad i Skåne när 1862 års kommunalförordningar trädde i kraft den 1 januari 1863. Inom kommunen låg municipalköpingen Trelleborg. Denna bröts ut 1867 (beslut av Kungl Maj:t den 15 december 1865) för att bilda Trelleborgs stad. Landskommunen upphörde 1908, då den inkorporerades av Trelleborgs stad.